# Ginástica na Universíada de Verão de 2005
A ginástica na Universíada de Verão de 2005 teve suas disputas realizadas na cidade de Izmir, na Turquia, em 2005, contando com as provas masculinas e femininas da ginástica artística e da modalidade rítmica. 

## Eventos
| Ginástica artística - Individual geral masculino - Equipes masculino - Solo masculino - Barra fixa - Barras paralelas - Cavalo com alças - Argolas - Salto sobre a mesa masculino - Individual geral feminino - Equipes feminino - Trave - Solo feminino - Barras assimétricas - Salto sobre a mesa feminino | Ginástica rítmica - Individual geral - Equipes - Equipes - 5 fitas - Equipes - 2 maças e 3 arcos - Bola - Maças - Corda - Fita |

## Medalhistas

### Ginástica artística
| Evento                       | Ouro                  | Prata                 | Bronze                  |
| ---------------------------- | --------------------- | --------------------- | ----------------------- |
| Masculino                    |                       |                       |                         |
| Equipes detalhes             | JPN                   | KOR                   | CHN                     |
| Individual geral detalhes    | JPN Hiroyuki Tomita   | KOR Dae Eun           | JPN Takehiro Kashima    |
| Solo detalhes                | CAN Brandon O'Neill   | CHN Liang Fuliang     | JPN Hiroyuki Tomita     |
| Cavalo com alças detalhes    | CRO Robert Seligman   | BLR Alexei Invatovich | TPE Lin Hsiang-Wei      |
| Argolas detalhes             | CHN Chen Yibing       | JPN Hiroyuki Tomita   | ITA Matteo Morandi      |
| Salto sobre a mesa detalhes  | TPE Huang Yi-Hsueh    | CHN Du Min            | KAZ Yernar Yerimbetov   |
| Barras paralelas detalhes    | JPN Takehiro Kashima  | KAZ Yernar Yerimbetov | ESP Andreu Vivo         |
| Barra fixa detalhes          | JPN Hiroyuki Tomita   | BRA Mosiah Rodrigues  | RUS Sergei Khorokhodein |
| Feminino                     |                       |                       |                         |
| Equipes detalhes             | CHN                   | PRK                   | RUS                     |
| Individual geral detalhes    | CHN Fan Ye            | NED Suzanne Harmes    | GBR Elizabeth Tweddle   |
| Salto sobre a mesa detalhes  | NED Evi Neijssen      | UKR Valeria Maksyuta  | UKR Marina Oriskurina   |
| Barras assimétricas detalhes | GBR Elizabeth Tweddle | PRK Jong Ok Han       | CHN Fan Ye              |
| Trave detalhes               | CHN Zhang Nan         | CHN Fan Ye            | GBR Elizabeth Tweddle   |
| Solo detalhes                | BRA Daiane dos Santos | CHN Fan Ye            | CHN Zhang Nan           |

### Ginástica rítmica
| Evento                               | Ouro                | Prata               | Bronze              |
| ------------------------------------ | ------------------- | ------------------- | ------------------- |
| Equipes detalhes                     | RUS                 | JPN                 | UKR                 |
| Equipes - 5 fitas detalhes           | RUS                 | UKR                 | JPN                 |
| Equipes - 2 maças e 3 arcos detalhes | RUS                 | JPN                 | UKR                 |
| Individual geral detalhes            | UKR Anna Bessonova  | RUS Irina Chachina  | UKR Natalya Godunko |
| Bola detalhes                        | UKR Anna Bessonova  | UKR Natalya Godunko | KAZ Aliya Yussupova |
| Corda detalhes                       | UKR Anna Bessonova  | UKR Natalya Godunko | BLR Inna Zhukova    |
| Maças detalhes                       | UKR Anna Bessonova  | UKR Natalya Godunko | RUS Irina Chachina  |
| Fita detalhes                        | UKR Natalya Godunko | RUS Irina Chachina  | UKR Anna Bessonova  |

## Quadro de medalhas
| Ordem | País                | Medalha de ouro | Medalha de prata | Medalha de bronze |    |
| ----- | ------------------- | --------------- | ---------------- | ----------------- | -- |
| 1     | UKR Ucrânia         | 5               | 5                | 5                 | 15 |
| 2     | CHN China           | 4               | 4                | 3                 | 11 |
| 3     | JPN Japão           | 4               | 3                | 3                 | 10 |
| 4     | RUS Rússia          | 3               | 2                | 3                 | 8  |
| 5     | BRA Brasil          | 1               | 1                |                   | 2  |
| 5     | NED Países Baixos   | 1               | 1                |                   | 2  |
| 7     | GBR Grã-Bretanha    | 1               |                  | 2                 | 3  |
| 8     | TPE Taipé Chinês    | 1               |                  | 1                 | 2  |
| 9     | CAN Canadá          | 1               |                  |                   | 1  |
| 9     | CRO Croácia         | 1               |                  |                   | 1  |
| 11    | KOR Coreia do Sul   |                 | 2                |                   | 2  |
| 11    | PRK Coreia do Norte |                 | 2                |                   | 2  |
| 13    | KAZ Cazaquistão     |                 | 1                | 2                 | 3  |
| 14    | BLR Bielorrússia    |                 | 1                | 1                 | 2  |
| 15    | ESP Espanha         |                 |                  | 1                 | 1  |
| 15    | ITA Itália          |                 |                  | 1                 | 1  |
| TOTAL | TOTAL               | 22              | 22               | 22                | 66 |